# Salgótarjáni Kohászati Üzemek
A Salgótarjáni Kohászati Üzemek (rövidítve: SKÜ) egy nagyvállalat volt Magyarországon. Jogutóddal megszűnt.

## Története
A nehézipar Salgótarjánban már a 19. század óta jelentős volt. Az 1868-ban alapított Salgótarjáni Vasfinomító Társaság 1881-ben fuzionált a Rimamurányi Vasmű Társasággal. Az új vállalat, a Rimamurány-Salgótarjáni Vasmű Rt., Magyarország egyik legjelentősebb vállalata volt.

„A salgótarjáni gyár 100 éves jubileumára kapta a Salgótarjáni Kohászati Üzemek elnevezést (SKÜ), amely egybeesett az új gazdasági mechanizmus bevezetésével, amikor a gyár ismét több önállóságot kapott. Az önállóság azt jelentette, hogy a vállalatnak magának kell döntenie a termeléséről, a fejlesztésekről stb. Gazdaságosan gyártható, jól jövedelmező árufélék bővítésével számoltak, ilyen volt pl. az angol szabadalom alapján gyártott Dexion-polc. Az anyagmozgatást az 1960-as évek közepéig többnyire kisnyomtávú síneken mozgatott kocsikkal oldották meg. A kültéri mozgatást kis Diesel-mozdonyok segítették. Az 1960-as évek közepén jelentek meg a villamos targoncák. Jelentős változást hozott 1968-ban a gyárhoz eljutott földgáz, melyhez átalakították a kemencéket.
Az 1970-es évektől 1989-ig terjedő időszakban számos új gyártmány, főleg hengerelt, kovácsoltáru és huzal készült a SKÜ-ben. Ehhez szükség volt több berendezés, hengersorok és dróthúzó gépek fejlesztésére. A gyár ezidőben lépett ki a salgótarjáni telephelyről, átvéve a kisterenyei volt MEZŐGÉP telephelyét, ahol megindult a kerítéskapuk, drótfonatok és a raktári nehézállványok gyártása. Kisterenyei zöldmezős beruházással, hosszvarratos hegesztéssel készült csövek gyártásához alkalmas {IV-170.} acélszalag-feldolgozó épült és a volt acélöntödében bevezették a nagypontosságú félmeleg alakítást. Jelentős fejlődést mutatott az 1982–1983-ban megindított új szeggyártó, -tisztító és -csomagoló üzem. A rúdhúzó üzemben egy osztrák cég részére 1980-ban kezdődött meg az első bérmunka, amely 1986-ig tartott.
1986-ban döntést kellett hozni a hengermű fejlesztéséről, mert a hideghengerműben gyártott acélszalagok korszerűtlenné váltak. Az Ipari Minisztérium által is támogatott 300 millió Ft-os rekonstrukció után a hazai feldolgozók több és jobb anyagot kaptak és fokozódott az exportképesség is.
1988-ban a kerítésfonat gyártása mellett autópálya védelmére alkalmas kerítésfajta, a SALGO-FENCE gyártását is bevezették. A felsorolt változások és hatások, a csődtörvény megjelenése, valamint az import liberalizálása oda vezettek, hogy az SKÜ áruinak értékesítése – miután a hideghengermű 1991-től, mint vegyesvállalat kivált a gyárból – jelentősen csökkent. A bank további hiteleket nem adott, ezért a vállalat csődközelbe került. Nem tudta megvenni az alapanyagokat és a bérek kifizetése is nehézségeket okozott. A kedvezőtlen változások elhárítására hozott intézkedések között olasz–magyar vegyesvállalat létrehozása, a költségek csökkentése és a foglalkoztatott létszám drasztikus csökkentése szerepelt. A válságos pénzügyi helyzetből azonban egyedül csak az átszervezés jelentett kiutat. 1993-ban az Állami Vagyonügynökség döntést hozott a részvénytársasággá alakulásról. A cég újból felvette a hagyományos Salgótarjáni Acélárugyár Rt. nevet, pénzügyi támogatást és államilag garantált hitelt kapott. A kedvező döntések hatására az eredmények fokozatosan javultak, bár a foglalkoztatott létszám az 1990. évinek 1/3-ára esett vissza 1997-ben. A vállalat 1998-ig állami tulajdonban maradt.”

## Gyártörténeti gyűjtemény
A Salgótarjáni Kohászati Üzemek Gyártörténeti Gyűjteménye valamikor Bátonyterenyén, a Népkertben levő Solymossy-kastélyban volt.
Az 1981-ben megnyílt szakgyűjteménynek az 1790 körül épült, emeletes, két hagymakupolás késő barokk kastély adott otthont.